# 恒翼
恒翼，爱新觉罗氏，又名愛新翼，教育家、历史学家。

## 生平
1941年生于大连。大阪府立大學毕业。1966年成为神户中华同文学校的老师。2000年成为校长。在2011年成为一名荣誉校长。2011年成为大连外国语大学讲师。2010年，他获得了兵庫県国際協力功労賞。自2014年起担任孫文紀念館館長。
虽然中国和台湾存在争议，但神户中华同文学校分为两派。横滨的中文学校分为两所学校。神户没有分裂。愛新翼认为，神户中文学校将会分裂，即使是日本的中国社会也会分裂。
在成为成年人之前，没有告诉过他是清朝的后裔。康熙的后代。参加了2012年在日本孙中山·宋庆龄纪念地联席会议。愛新翼在2013年举行的新加坡舉辦孫中山跨國情誼特展上发表了演讲。
2009年，他出版了他的传记。